# Parque nacional de Periyar
El parque nacional de Periyar es un parque nacional en el estado de Kerala (India). 
El parque, a menudo llamado Thekkady, se encuentra a 4 km de Kumily, a alrededor de 100 km al este de Alappuzha, a 110 km al oeste de Madurai y 120 km al sudeste de Cochín, y se extiende por el lado de los Ghats occidentales, en el límite con Tamil Nadu, por los distritos de Idukki y Pathanamthitta. La zona protegida es una superficie de 777 km ², de la cual, la parte central (unos 350 km²) constituye el parque propiamente dicho. Es una zona destinada a la protección de los tigres, en el marco del Proyecto Tigre.
El centro del parque está ocupado por el lago Periyar, un embalse de 26 km² formado por las aguas de la presa de Mullaperiyar en 1895.

## Flora

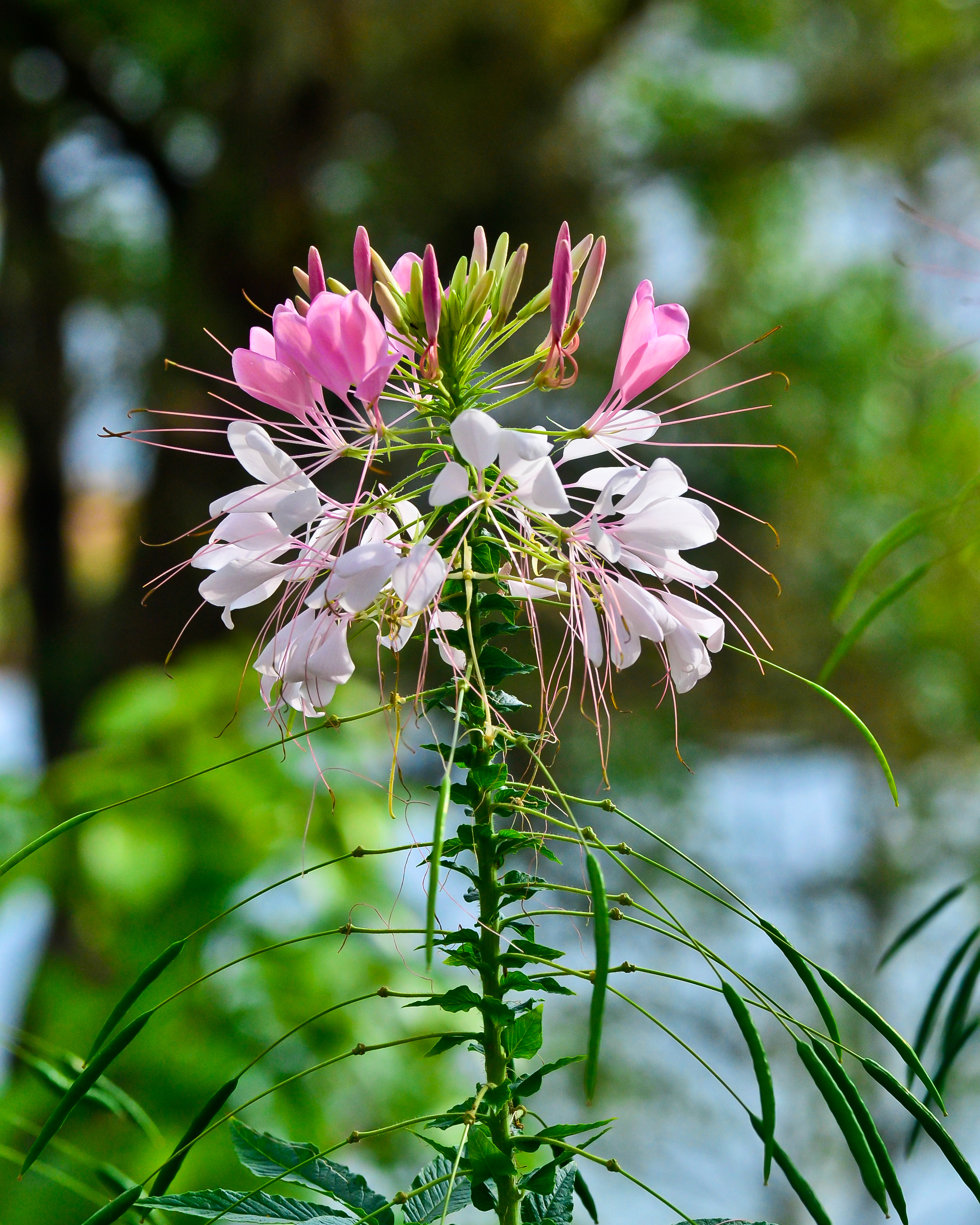
Cleome hassleriana en el parque.

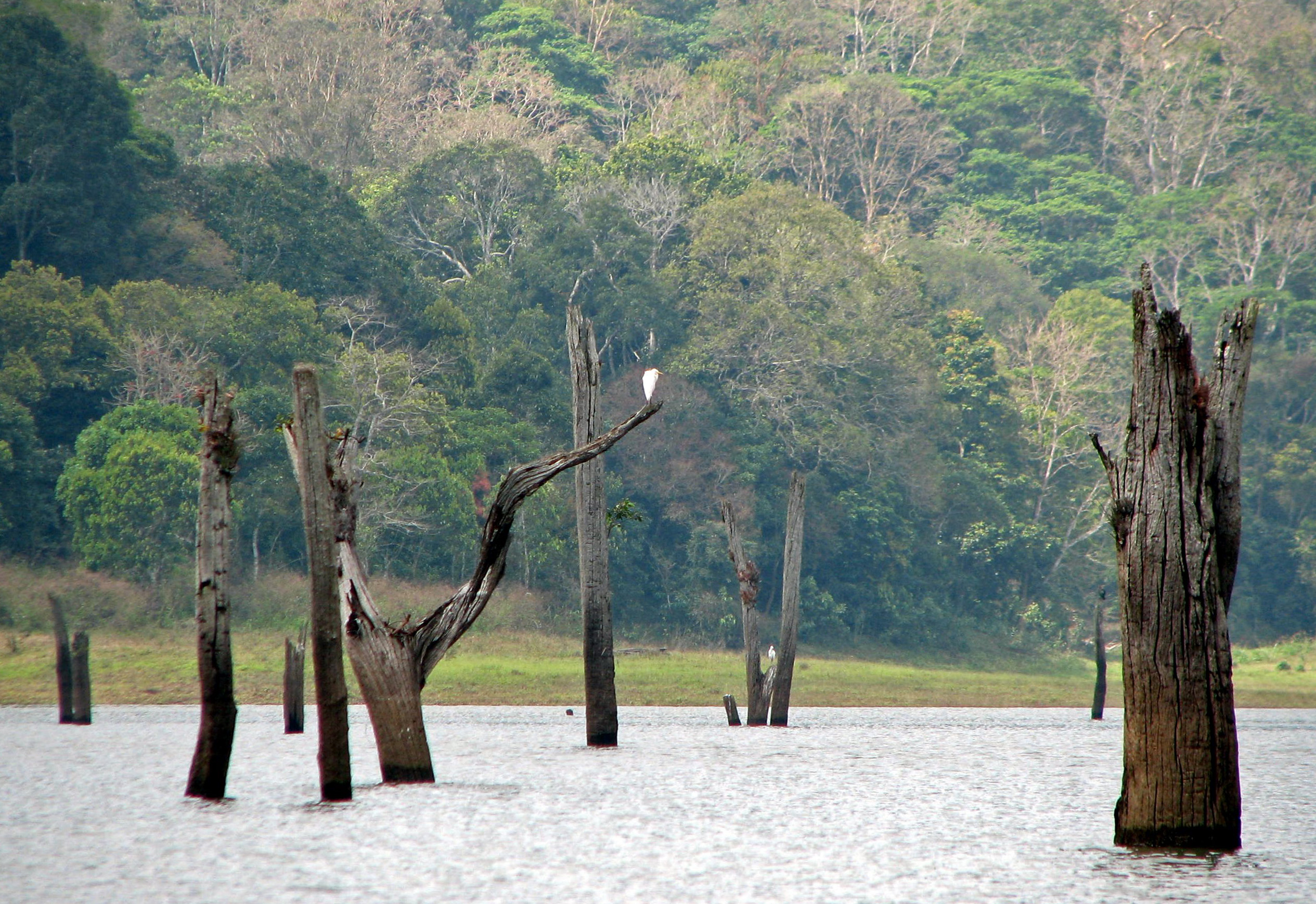
Árboles sumergidos en el lago de Periyar.

El parque está formado por pluvisilva, praderas, grupos de eucalipto, y los ecosistemas fluvial y lacustre. Hay cientos de taxones de angiospermas, incluyendo alrededor de 171 especies de herbáceas y 140 especies de orquídeas. Las hierbas se encuentran en las praderas abiertas que se encuentran en los bordes de las masas de agua donde la vegetación resistente al fuego crece y se encuentran hierbas densas como la caña común. Es un comedero habitual para varios herbívoros. 
Los bosques contienen árboles caducifolios y semiperennes, como teca, palisandro, árboles del género Terminalia, sándalo, jacarandás, mangos, jambul, tamarindo, baniano o higuera de Bengala, Ficus religiosa, plumerias, flamboyán, kino de la India, bambúes, y la única conífera del sur de la India, Nageia wallichiana. La medicinal bandera española crece en el parque. La flora endémica incluye Habenaria periyarensis y Syzygium periyarensis.
El parque está rodeado por regiones agrícolas, especialmente plantaciones que cosechan cosas como té, cardamomo, y café.

## Fauna

### Mamíferos
Hay 35 especies de mamíferos documentados en el parque, incluyendo muchas especies amenazadas. Es una importante reserva de tigres y elefantes. En el año 2008, se contabilizaron un total de 24 tigres de Bengala en los 640 kilómetros cuadrados de parque. Es valioso por el elefante indio y también por unos pocos tigres blancos que se pueden encontrar aquí. Otros mamíferos incluyen el gaur, el sambar, el jabalí, la ardilla malabar, la "ardilla voladora de Travancore" (Petinomys fuscocapillus), el gato de la jungla, el oso perezoso, el tahr del Nilgiri, el sileno, el langur de Nilgiri, el zorro volador Latidens salimalii, la mangosta de cola corta y la marta de Nilgiri.

### Aves
Alrededor de 265 especies de aves pueden verse en el parque, incluyendo aves migratorias. Entre las aves endémicas, se incluyen ejemplares de cálao gris malabar, paloma de los Nilgiris, cotorra de Malabar, papamoscas de los Nilgiri (Eumyas albicaudatus), suimanga mínimo, y papamoscas ventriblanco (Cyornis pallipes). Otras aves del parque serían baza negro, búho de Nepal, zorzal dorado del Himalaya, arañero chico (Arachnothera longirostra), águila-azor ventrirroja, milano brahmán, cálao bicorne, podargo de Ceilán, pato aguja asiático, y jabirú asiático.

### Reptiles
Hay 45 especies de reptiles: 30 serpientes, 13 lagartos, y dos tortugas. Entre las serpientes se encuentran la cobra real, la víbora Trimeresurus malabaricus y la serpiente de coral negra.
Entre los anfibios del parque se incluyen cecilias, ranas, y sapos. Hay especies como la rana Rhacophorus malabaricus, Duttaphrynus melanostictus, Hydrophylax malabaricus y rana curtipes.

### Peces
Hay alrededor de 40 especies de pescados en los lagos y ríos locales, que incluyen la Lepidopygopsis typus, Crossocheilus periyarensis, Hypselobarbus periyarensis, Puntius ophicephalus y Travancoria jonesi.

### Insectos
Hay alrededor de 160 taxones de mariposas, incluyendo la mariposa más grande del sur de la India: Troides minos; Papilio demoleus, Idea malabarica, la muy amenazada Parantirrhoea marshalli, y muchas clases de polillas, como la mariposa atlas.